# 320.
◄ | 3. stoljeće | 4. stoljeće | 5. stoljeće | ►
◄ | 290-ih | 300-ih | 310-ih | 320-ih | 330-ih | 340-ih | 350-ih | ►
◄◄ | ◄ | 317. | 318. | 319. | 320. | 321. | 322. | 323. | ► | ►►
Astronomija • Književnost • Kršćanstvo

## Smrti
- Narcis, Argej i Marcelin

## Vanjske poveznice
|  | Zajednički poslužitelj ima još gradiva o temi 320. |